# Pseudopyrenula
Pseudopyrenula är ett släkte av lavar. Pseudopyrenula ingår i familjen Trypetheliaceae, ordningen Trypetheliales, klassen Dothideomycetes, divisionen sporsäcksvampar och riket svampar.
|                | Mycomicrothelia |
|                | |
|                | Megalotremis |
|                | |
|                | Laurera |
|                | |
|                | Trypethelium |
|                | |
| Pseudopyrenula | \| \| Pseudopyrenula diluta \| \| \| \| \| \| Pseudopyrenula subnudata \| \| \| \| \| \| Pseudopyrenula serusiauxii \| \| \| \| |
|                | \| \| Pseudopyrenula diluta \| \| \| \| \| \| Pseudopyrenula subnudata \| \| \| \| \| \| Pseudopyrenula serusiauxii \| \| \| \| |
|                | Polymeridium |
|                | |
|                | Campylothelium |
|                | |
|                | Bathelium |
|                | |
|                | Astrothelium |
|                | |
|                | Cryptothelium |
|                | |
|                | Aptrootia |
|                | |
|                | Architrypethelium |
|                | |
|                | Pseudopyrenula diluta |
|                | |
|                | Pseudopyrenula subnudata |
|                | |
|                | Pseudopyrenula serusiauxii |
|                | |

|  | Pseudopyrenula diluta      |
|  |                            |
|  | Pseudopyrenula subnudata   |
|  |                            |
|  | Pseudopyrenula serusiauxii |
|  |                            |